# Banco Nacional do Punjab
O Punjab National Bank (PNB) é um banco de serviços bancários e financeiros pertencente ao Governo da Índia. sua sede é em Nova Deli, na Índia. O banco foi fundado em 1894. Em junho de 2019, o banco tinha mais de 115 milhões de clientes, 7.036 agências e 8.906 caixas eletrônicos.
O PNB possui uma subsidiária bancária no Reino Unido (PNB International Bank, com sete agências no Reino Unido), além de agências em Hong Kong, Kowloon, Dubai e Cabul. Possui escritórios de representação em Almati (Cazaquistão), Dubai (Emirados Árabes Unidos), Xangai (China), Oslo (Noruega) e Sydney (Austrália). No Butão, possui 51% do Druk PNB Bank, que possui cinco agências. No Nepal, o PNB possui 20% do Everest Bank Limited, que possui 50 agências. Por fim, o PNB possui 84% do Banco JSC (SB) PNB no Cazaquistão, que possui quatro agências.

## História
O Banco Nacional do Punjab é um PSU que trabalha sob o Governo Central da Índia, regulamentado pelo Lei do Banco da Reserva da Índia, 1934, e Banking Regulation Act, 1949. O Punjab National Bank foi registrado em 19 de maio de 1894 sob a Lei das Empresas Indianas, com seu escritório em Anarkali Bazaar, Lahore, no atual Paquistão. O conselho fundador foi formado em diferentes partes da Índia, professando crenças diferentes e com diferentes antecedentes, com o objetivo comum de criar um banco verdadeiramente nacional que aumentasse o interesse econômico do país. Os fundadores do PNB incluía vários líderes da Swadeshi movimento como Dyal Singh Majithia e Lala Harkishen Lal, Lala Lalchand, Kali Prosanna Roy, E. C. Jessawala, Prabhu Dayal, Bakshi Jaishi Ram, e Lala Dholan Dass. Lala Lajpat Rai esteve ativamente associado à administração do Banco nos primeiros anos. O conselho se reuniu pela primeira vez em 23 de maio de 1894. O banco foi aberto em 12 de abril de 1895 em Lahore.
O PNB tem a distinção de ser o primeiro banco indiano a ser iniciado exclusivamente com capital indiano que sobreviveu até o presente. (O primeiro banco inteiramente indiano, Oudh Commercial Bank, foi fundado em 1881 em Faizabad, mas faliu em 1958.)
O PNB teve o privilégio de manter contas de líderes nacionais como Mahatma Gandhi, Jawahar Lal Nehru, Lal Bahadur Shastri, Indira Gandhi, além da conta do famoso Comitê de Jalianwala Bagh.

### Linha do tempo

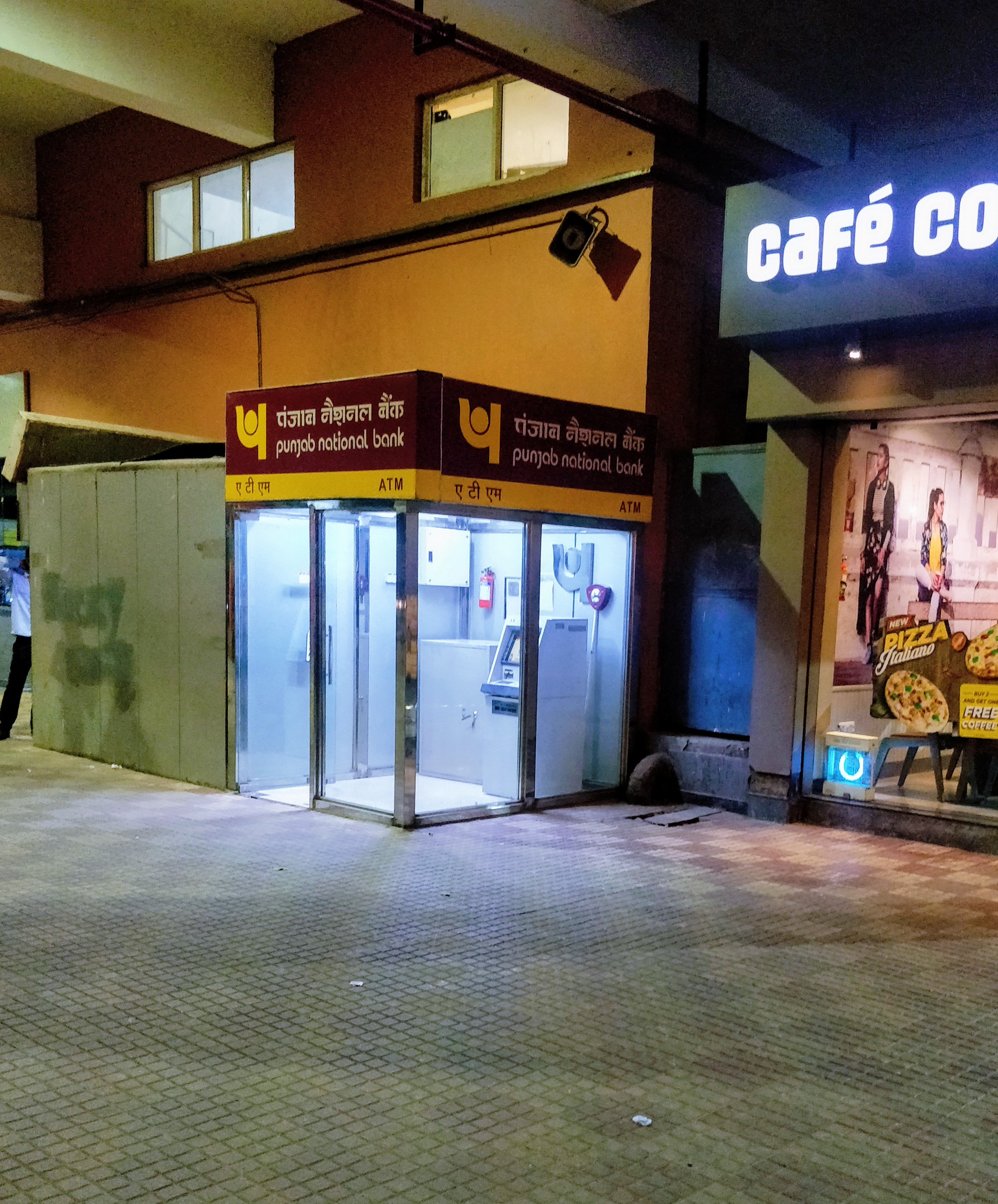
PNB ATM na estação de metrô Moolchand de Delhi Metro, Delhi

Em 1900, a PNB estabeleceu sua primeira filial fora de Lahore, na Índia. Sucursais em Karachi e Peshawar se seguiram. O próximo grande evento ocorreu em 1940, quando o PNB absorveu o Bhagwan (ou Bhugwan) Dass Bank, que tinha sua sede em Dehra.
Na Partição da Índia e no início da independência do Paquistão, o PNB perdeu suas instalações em Lahore, mas continuou a operar no Paquistão. A partição obrigou o PNB a fechar 92 escritórios no Paquistão Ocidental, um terço do número total de agências e que detinha 40% do total de depósitos. O PNB ainda mantinha algumas filiais de cuidadores. Em 31 de março de 1947, mesmo antes da Partição, o PNB decidiu deixar Lahore e transferir sua sede para a Índia; recebeu permissão do Supremo Tribunal de Lahore em 20 de junho de 1947, quando estabeleceu uma nova sede em Under Hill Road, Civil Lines, em Nova Délhi. Lala Yodh Raj foi o Presidente do Banco.
Em 1951, o PNB adquiriu as 39 agências do Bharat Bank (est. 1942). Bharat Bank tornou-se Bharat Nidhi Ltd. Em 1960, o PNB mudou novamente sua sede, desta vez de Calcutá para Delhi. Em 1961, o PNB adquiriu o Banco Universal da Índia, que Ramakrishna Jain havia estabelecido em 1938 em Dalmianagar, Bihar. O PNB também fundiu o Indo Commercial Bank (est. 1932 por S. N. N. Sankaralinga Iyer) em um resgate. Em 1963, o governo revolucionário birmanês nacionalizou a filial da PNB em Rangoon (Yangon). Este se tornou o Banco Popular nº 7. Após a guerra Indo-Pak, em setembro de 1965, o governo do Paquistão apreendeu todos os escritórios no Paquistão de bancos indianos. O PNB também tinha uma ou mais filiais no Paquistão Oriental (Bangladesh).
O Governo da Índia nacionalizou o PNB e 13 outros grandes bancos comerciais, em 19 de julho de 1969. Em 1976 ou 1978, o PNB abriu uma filial em Londres. cerca de dez anos depois, em 1986, o Reserve Bank of India exigiu que o PNB transferisse sua agência de Londres para o State Bank of India depois que a agência estava envolvida em um escândalo de fraude. Nesse mesmo ano, 1986, o PNB adquiriu o Hindustan Commercial Bank (est. 1943) em um resgate. A aquisição adicionou as 142 agências da Hindustan à rede da PNB. Em 1993, o PNB adquiriu o New Bank of India, que o GOI nacionalizou em 1980. Em 1998, o PNB estabeleceu um escritório de representação em Almati, Cazaquistão.
Em 2003, o PNB assumiu o Nedungadi Bank, o mais antigo banco do setor privado em Kerala. No momento da fusão com a PNB, as ações do Nedungadi Bank tinham valor zero, resultando em que seus acionistas não recebiam pagamento por suas ações. O PNB também abriu um escritório de representação em Londres. Em 2004, o PNB estabeleceu uma filial em Cabul, Afeganistão, um escritório de representação em Xangai e outra em Dubai. O PNB também estabeleceu uma aliança com o Everest Bank Limited no Nepal que permite que os migrantes transfiram fundos facilmente entre a Índia e as 12 filiais do Everest Bank no Nepal. Atualmente, o PNB possui 20% do Everest Bank. Dois anos depois, o PNB fundou o PNBIL - Punjab National Bank (International) - no Reino Unido, com dois escritórios, um em Londres e outro em Southall. Desde então, abriu mais filiais, desta vez em Leicester, Birmingham, Ilford, Wembley e Wolverhampton. O PNB também abriu uma filial em Hong Kong. Em janeiro de 2009, o PNB estabeleceu um escritório de representação em Oslo, Noruega. O PNB espera atualizar isso para uma filial no devido tempo. Em janeiro de 2010, o PNB estabeleceu uma subsidiária no Butão. O PNB possui 51% do Druk PNB Bank, que possui agências em Thimpu, Phuentsholing e Wangdue. Os investidores locais possuem as ações restantes. Então, em 1º de maio, o PNB abriu sua filial no centro financeiro de Dubai. O PNB comprou uma pequena participação minoritária no JSC Danabank, sediado no Cazaquistão, estabelecido em 20 de outubro de 1992 em Pavlodar. No ano, o PNB aumentou sua propriedade para 84% do que se tornou o JSC (SB) PNB, com sua participação atualmente reduzida para 49%. O associado no Cazaquistão, agora chamado JSC Tengri Bank, tem filiais em Almati, Astana, Karaganda, Pavlodar e Shymkent. Setembro de 2011: O PNB abriu um escritório de representação em Sydney, Austrália. Dezembro de 2012: O PNB assinou um acordo com a empresa de seguros de vida norte-americana Metlife para adquirir uma participação de 30% na afiliada indiana da MetLife, a MetLife India Limited. A empresa seria renomeada como PNB MetLife India Limited e o PNB venderia os produtos da MetLife em suas filiais. | ativos = ₹6,435 bilhões (US$93 bilhões) (2015)

### Caso de fraude do Banco Nacional de Punjab, 2018
O Punjab National Bank divulgou em fevereiro de 2018 que detectou transações fraudulentas de até US$ 1,77 bilhão em apenas uma de suas agências.

### Caso de fraude do Banco Nacional de Punjab, 2019
Em julho de 2019, o Punjab National Bank detectou outra fraude, no valor de ₹3,805.15 crore (US$550 milhões) pela Bhushan Power & Steel Ltd (BPSL).

## Fusões e aquisições
| Número | Data de aquisição            | Companhia                                         | Localização                    | Preço | Ref. |
| ------ | ---------------------------- | ------------------------------------------------- | ------------------------------ | ----- | ---- |
| 1 1    | 1951                         | Bharat Bank Ltd.                                  | Nova Deli, India               | -     |      |
| 2      | 1961                         | Banco Universal da Índia                          | Dalmianagar, Bihar, Índia      | -     |      |
| 3      | 1962                         | Banco Indo-Comercial                              | Índia                          | -     |      |
| 4      | 1986                         | Hindustan Commercial Bank                         | Índia                          | -     |      |
| 5      | 1993                         | Novo Banco da Índia                               | Nova Deli, India               | -     |      |
| 6      | 2003                         | Nedungadi Bank                                    | Kozhikode, Kerala, Índia       | -     |      |
| 7      | 01-04-2020 Proposta de fusão | Banco Oriental de Comércio E Banco Unido da Índia | Gurugram (Sede) Calcutá (Sede) | -     |      |

Em 30 de agosto de 2019, o Ministro das Finanças, Nirmala Sitharaman, anunciou que o Banco Oriental de Comércio e o United Bank of India seriam fundidos com o Punjab National Bank. A fusão proposta tornaria o Punjab National Bank o segundo maior banco do setor público do país, com ativos de ₹17.95 lakh crore (US$ 260 bilhões) e 11.437 agências. O MD e CEO do United Bank, Ashok Kumar Pradhan, declarou que a entidade resultante da fusão começaria a funcionar a partir de 1 de abril de 2020 e operaria com um novo nome.

## Listagens e participação
As ações do PNB estão listadas na Bolsa de Bombaim e na Bolsa Nacional da Índia. É um constituinte do CNX Nifty no NSE.
| Acionistas (em 31/12/2013)                        | Participação acionária |
| ------------------------------------------------- | ---------------------- |
| Grupo Promotor (Governo da Índia)                 | 58,87%                 |
| Investidores Institucionais Estrangeiros          | 17,51%                 |
| Seguradoras                                       | 15,46%                 |
| Acionistas individuais                            | 04,05%                 |
| Bancos/Instituições Financeiras/Fundos Mútuos/UTI | 03,02%                 |
| Outras                                            | 01.09%                 |
| Total                                             | 100,0%                 |

## Funcionários

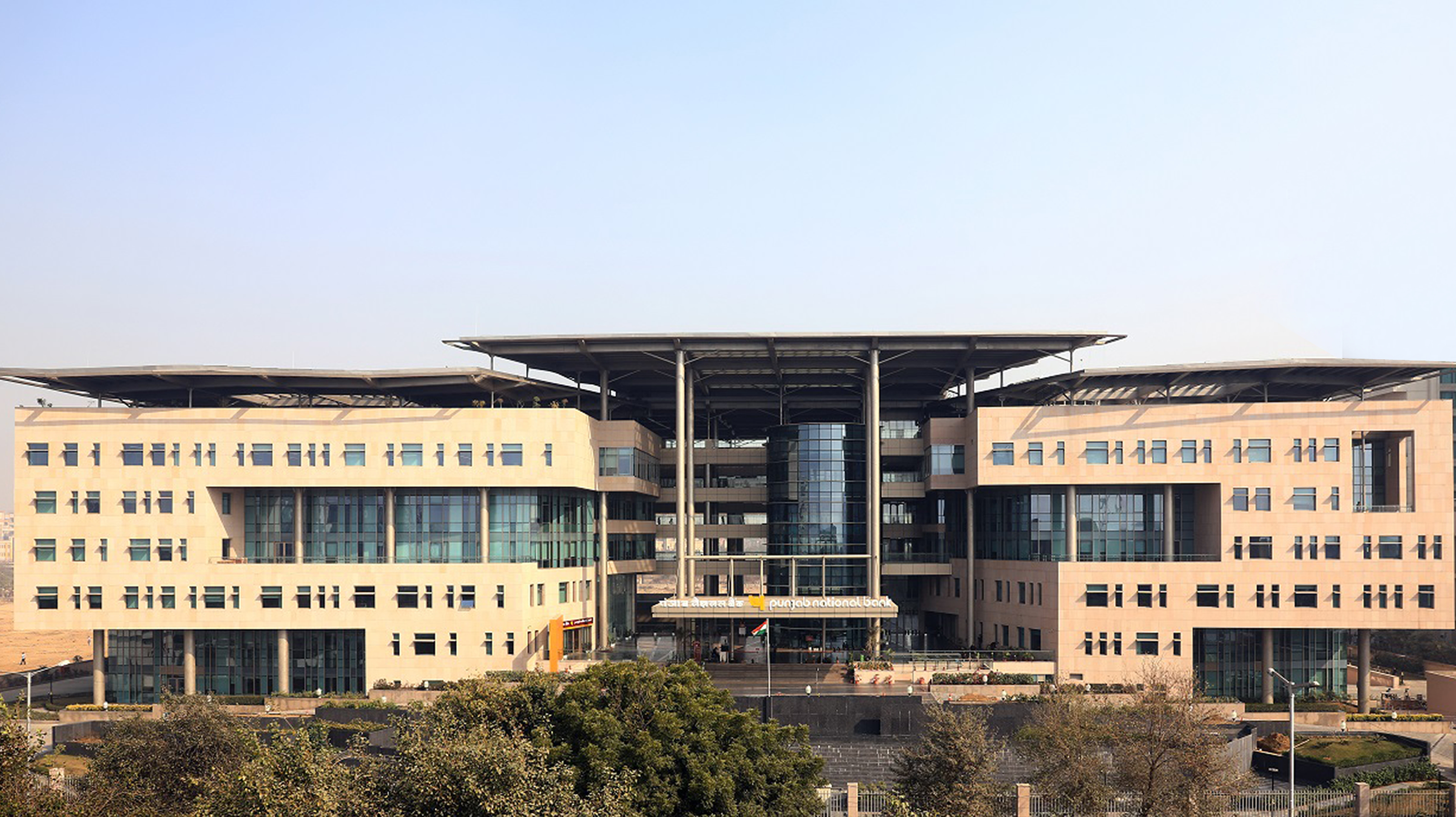
Sede do PNB

Em 31 de março de 2015, o banco possuía 68.290 funcionários. Em 31 de março de 2013, também possuía 919 funcionários com deficiência na mesma data (1,45%). A idade média dos funcionários do banco na mesma data era de 46 anos. O banco reportou negócios de INR 11,65 crores por funcionário e lucro líquido de INR 8,06 lakhs por funcionário durante o EF 2012-13. A empresa incorreu em 5.751 milhões de INR para despesas com benefícios a empregados durante o mesmo exercício.

## Prêmios e reconhecimentos
- O Punjab National Bank foi classificado em 717 na Forbes Global 2000 em maio de 2013.[25]
- O Punjab National Bank ficou em 26º lugar no ranking da Fortune India 500 de 2011.[26]
- O PNB foi premiado com o "Melhor Banco do Setor Público" pela CNBC TV18 em 2012.[27]
- O banco foi reconhecido como o 'banco mais socialmente responsável' pela Businessworld e PwC em 2012.[28][29]
- Em 2011, recebeu o Golden Peacock Award por "Excelência em Responsabilidade Social Corporativa"[30] e "National Training Award".[31]

## Iniciativas
O banco incorreu em INR 3,24 milhões em atividades de RSE, como campos médicos, treinamentos de agricultores, plantações de árvores, campos de doação de sangue etc. durante o EF 2012-13.